# Milan Sáblík
Milan Sáblík (Žďár nad Sázavou, ten oosten van Praag, 14 maart 1991) is een Tsjechisch voormalig langebaanschaatser. Hij is de broer van schaatsster Martina Sáblíková.

## Biografie
Tijdens het EK Allround van 2007 op de IJsbaan van Collalbo eindigde de toen pas vijftienjarige Sáblík op de 29e positie. In het seizoen 2006/2007 stond Sáblík in de Adelskalender op positie 432, aan het begin van seizoen 2007/2008 was hij gestegen naar positie 211. Op 18 november 2007 reed Sáblík samen met Pavel Kulma en Zdeněk Haselberger een wereldrecord voor junioren op de ploegenachtervolging in Calgary: 3.55,26. Daarmee pakten zij het vorige record, 3.56,27 gereden in Erfurt op 12 maart 2006, af van het Nederlandse team: Ted-Jan Bloemen, Wouter Olde Heuvel en Boris Kusmirak.
Op het WK Junioren 2009 op de buitenbaan van Zakopane eindigde Sáblík voor het eerst binnen de top tien op een allroundtoernooi, hij behaalde een tiende positie. De eerste wereldbekerpunten behaalde Sáblík op 28 januari 2011 op de 1500 meter in Moskou. 
In 2013 beëindigde Sáblík zijn schaatsloopbaan.

## Records

### Persoonlijke records
| Afstand      | Tijd     | Datum            | Baan           |
| ------------ | -------- | ---------------- | -------------- |
| 500 meter    | 37,31    | 15 maart 2011    | Calgary        |
| 1000 meter   | 1.11,96  | 13 december 2009 | Salt Lake City |
| 1500 meter   | 1.49,03  | 11 december 2009 | Salt Lake City |
| 3000 meter   | 3.55,89  | 23 oktober 2010  | Berlijn        |
| 5000 meter   | 6.41,70  | 17 november 2007 | Calgary        |
| 10.000 meter | 14.04,71 | 2 december 2007  | Kolomna        |

### Wereldrecords
| Nr.  | Afstand                  | Tijd     | Datum            | Baan    |
| ---- | ------------------------ | -------- | ---------------- | ------- |
| jr1. | Achtervolging (junioren) | *3.55,26 | 18 november 2007 | Calgary |

* samen met Zdeněk Haselberger en Pavel Kulma

## Resultaten
| Jaar | EK Allround | Wereldbeker                         | WK Junioren                                             |
| ---- | ----------- | ----------------------------------- | ------------------------------------------------------- |
| 2006 |             | 17e achtervolging                   | 43e 12e achtervolging                                   |
| 2007 | NC29        | 0p 1500m 0p 5/10k 16e achtervolging | 18e                                                     |
| 2008 | NC22        | 0p 1500m 0p 5/10k 10e achtervolging | 22e                                                     |
| 2009 | NC21        | 0p 1500m 0p 5/10k 13e achtervolging | 22e 1000m 24e 1500 m 13e 3000 m 10e 5000 m 10e allround |
| 2010 | NC22        | 0p 1500m                            | 16e 1000m 21e 1500m 21e 3000m 20e 5000m 20e allround    |
| 2011 | NC22        | 47e 1500m 10e achtervolging         |                                                         |
| 2012 | NC23        | 0p 1500m 36e mass start             |                                                         |
| 2013 |             | 0p 1500m 0p mass start              |                                                         |

NC# = niet gekwalificeerd voor de laatste afstand, maar wel als # geklasseerd in de eindrangschikking 